# Popeasa
Popeasa – wieś w Rumunii, w okręgu Dolj, w gminie Goiești. W 2011 roku liczyła 149 mieszkańców.